# Serie A 1999-2000
La Serie A 1999-2000 è stata la 98ª edizione della massima serie del campionato italiano di calcio (la 68ª a girone unico), disputata tra il 28 agosto 1999 e il 14 maggio 2000 e conclusa con la vittoria della Lazio, al suo secondo titolo.
Capocannoniere del torneo è stato Andrij Ševčenko (Milan) con 24 reti.

## Stagione

### Novità
Dopo la sperimentazione del sorteggio integrale avvenuta l'anno prima, Pairetto e Bergamo divennero – con nomina congiunta – i nuovi designatori arbitrali.
Sul piano dell'organico, da segnalare l'esordio assoluto della Reggina.

### Calciomercato

Da sinistra: il nuovo tandem d'attacco dell'Inter, composto dal neoacquisto Christian Vieri, pagato l'allora cifra-record di 90 miliardi di lire, e dal confermato Ronaldo.

Le operazioni di mercato più rilevanti si concentrarono a Milano, con gli arrivi di Vieri all'Inter e di Ševčenko al Milan: l'italiano, centravanti titolare della nazionale, si accasò in nerazzurro dopo una stagione alla Lazio per la cifra di 90 miliardi di lire, all'epoca il trasferimento più costoso nella storia del calciomercato; l'ucraino fu invece acquistato dai rossoneri dopo essersi fatto notare in patria tra le file della Dinamo Kiev.
Sempre per quanto concerne le due formazioni meneghine, la Beneamata, che scontò il ritiro della storica bandiera e capitano Bergomi, affidò la guida tecnica a Marcello Lippi e completò una corposa campagna-acquisti con gli ingaggi, tra gli altri, del portiere Peruzzi, del nazionale francese Blanc in difesa e di Di Biagio a centrocampo, reparto a cui nella sessione invernale si unirà anche l'ex madridista Seedorf; da par suo, il Diavolo rifinì la mediana campione d'Italia in carica prelevando dalla retrocessa Salernitana il giovane Gattuso.
La Juventus sostituì Peruzzi con il numero uno dell'Ajax, l'olandese van der Sar, nell'occasione primo portiere straniero della storia bianconera, e tesserò il promettente Zambrotta, messosi in evidenza nel Bari. Il Parma sopperì alla partenza di Enrico Chiesa, ceduto alla Fiorentina, prelevando dall'Udinese il capocannoniere uscente, il brasiliano Amoroso. La Roma, che aveva scelto Fabio Capello come allenatore, puntò in attacco su Montella, mentre i concittadini della Lazio potenziarono il centrocampo con gli innesti degli argentini Simeone e Verón.
In provincia si segnalarono il ritorno del difensore Materazzi al Perugia e, inizialmente sottotraccia, il Bari, che promosse in prima squadra il promettente fantasista della squadra giovanile, Cassano. Una simile linea verde si riscontrò nelle operazioni delle neopromosse: in particolare, il Verona affidò le chiavi della porta al francese Frey, il quale emergerà tra le rivelazioni della stagione, mentre la matricola Reggina puntò in attacco sul sierraleonese Kallon.

### Avvenimenti

#### Girone di andata

Il giovane portiere francese Sébastien Frey, rivelazione tra i pali del neopromosso Verona.

Il torneo che segnò l'apice dell'epoca delle «sette sorelle» – espressione giornalistica che raggruppava le sette squadre (Fiorentina, Inter, Juventus, Lazio, Milan, Parma e Roma) ai vertici della Serie A sul finire di quel decennio – si aprì coi nerazzurri a tentare una prima fuga: forti di quattro affermazioni nelle prime cinque uscite, gli uomini di Lippi assunsero il comando solitario alla sosta di ottobre. Un avvio incostante delle rivali parve spianare la strada ai meneghini, il cui primato fu tuttavia compromesso dalle sconfitte con Venezia – compagine coinvolta sin dall'inizio nella lotta per scampare alla retrocessione – e nel derby milanese.
Alla settima giornata la vetta risultò appannaggio della Lazio, con tre lunghezze di margine sulla Juventus: la rovinosa caduta dei biancocelesti nella stracittadina del 21 novembre 1999 comportò l'aggancio bianconero, con un temporaneo ex aequo registrato a inizio dicembre per l'affacciarsi in testa della Roma. Con l'insidia giallorossa svanita già nel turno seguente, fu la squadra di Eriksson a terminare l'anno solare sul gradino più alto del podio.

L'ucraino Andrij Ševčenko, neoacquisto del Milan, all'esordio in Serie A assurse a capocannoniere del torneo con 24 gol.

Il quadro a ridosso dei vertici segnalò il buon comportamento del Parma in chiave europea, a fronte di una porzione sinistra di classifica nella quale seppero collocarsi anche Bari e Perugia, nonché un discreto Bologna; da segnalare peraltro il cammino di un Lecce che archiviò la fase d'andata appaiato a Udinese e Fiorentina, squadra quest'ultima le cui prestazioni risentirono dell'insorgere di attriti con il tecnico Trapattoni. Fanalino di coda risultò essere il Cagliari, con lieve ritardo da Piacenza e Venezia; assilli di classifica caratterizzarono poi la stagione del Torino, con la matricola Reggina inizialmente in grado di porsi al riparo eguagliando in termini di punti il Verona.
A imprimere una svolta al duello di testa contribuirono i suddetti amaranto, imponendo ai capitolini un pareggio che concorse a indirizzare il titolo d'inverno in favore della Vecchia Signora.

#### Girone di ritorno

Alessandro Nesta, capitano e simbolo della Lazio di nuovo campione d'Italia dopo 26 anni.

Apparsa in grado di contenere l'assalto laziale, la Juventus fronteggiò invece l'effimero slancio di un Milan prevalso tra l'altro sui romani: i campioni in carica abdicarono tuttavia nel volgere di poche gare, complice la battuta d'arresto che venne loro imposta dai concittadini nerazzurri. Riposti i sogni di gloria dopo un'eccellente partenza, gli stessi meneghini – le cui mire stagionali vennero ridefinite con la conquista della quarta posizione – colsero un pareggio sul campo dei biancocelesti frenando ulteriormente questi ultimi: la successiva disfatta degli uomini di Eriksson contro il Verona accrebbe a nove punti il ritardo dai torinesi, da par loro vittoriosi in una stracittadina che inguaiò ulteriormente i granata.
Nella giornata seguente andò invece in scena il derby capitolino, con il successo biancoceleste cui corrispose il passo falso dei bianconeri contro il Milan: soltanto una settimana più tardi la Lazio violò il terreno dei sabaudi, limando a tre punti il distacco dalla capolista. Un rocambolesco pari in quel di Firenze sembrò vanificare la rimonta laziale, con la squadra di Ancelotti che raggiunse un gap di cinque lunghezze. Un primo verdetto sancito anzitempo riguardò la condanna di Cagliari e Piacenza, entrambe matematicamente retrocesse a metà aprile dopo i knock-out con Reggina e Perugia.
A sardi e piacentini si aggiunse, nel terzultimo turno, un Venezia cui risultò fatale la sconfitta coi biancocelesti: il contestuale rovescio dei piemontesi con il Verona assicurò la salvezza ai gialloblù, con il Torino e le pugliesi a battagliare per il medesimo traguardo. Il confronto diretto, in programma la domenica successiva, arrise al Lecce che battendo i granata condannò questi ultimi alla serie cadetta; a persistere nell'incertezza fu invece il dualismo al comando, coi romani portatisi a −2 e ancora in corsa per il titolo.

L'arbitro Pierluigi Collina valuta la praticabilità del campo di Perugia nel convulso epilogo del campionato

L'epilogo del campionato venne quindi circoscritto ai 90' finali. Con la Lazio già vittoriosa sulla Reggina, la gara della Juventus in quel di Perugia fu sospesa all'intervallo – col punteggio ancora a reti bianche – per l'impraticabilità del campo dovuta all'incessante pioggia. Malgrado le proteste, bianconere e non, per via di un campo di gara ormai compromesso, l'arbitro Collina autorizzò ugualmente la ripresa del gioco, dopo oltre settanta minuti di attesa: quindi una rete di Calori, capitano dei Grifoni, mandò al tappeto gli uomini di Ancelotti, consegnando il tricolore alla Lazio. Per la formazione della capitale si trattò del secondo Scudetto, giunto a ventisei anni di distanza dal precedente.
Con la terza piazza appannaggio del Milan, il quarto posto – anch'esso valevole per la qualificazione ai preliminari di Champions League – fu oggetto di spareggio tra Inter e Parma, entrambe alla quota di 58 punti: l'affermazione dei nerazzurri per 3-1 fornì loro un biglietto per il massimo palcoscenico continentale, con i ducali relegati a ripiegare su una Coppa UEFA cui avevano già ottenuto accesso Roma e Fiorentina.

## Squadre partecipanti

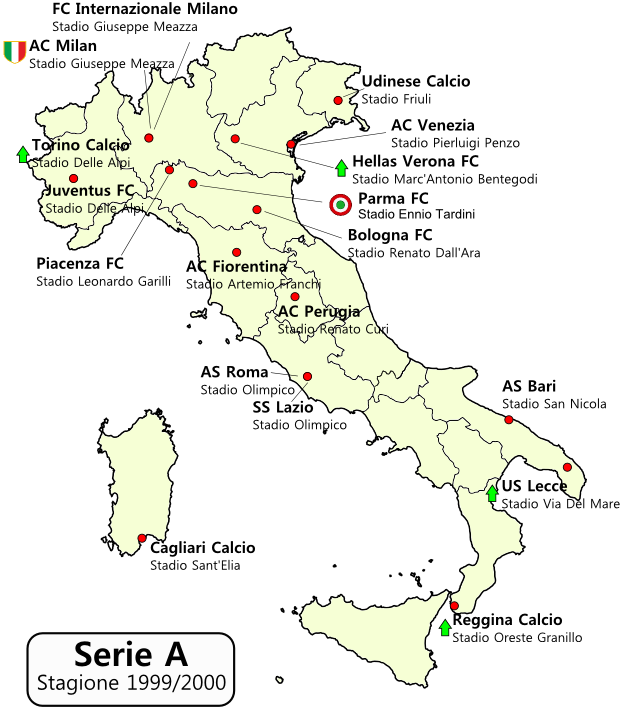
Distribuzione geografica delle squadre della Serie A 1999-2000

| Club       | Stagione | Città           | Stadio                       | Stagione precedente           |
| ---------- | -------- | --------------- | ---------------------------- | ----------------------------- |
| Bari       | dettagli | Bari            | Stadio San Nicola            | 10º posto in Serie A          |
| Bologna    | dettagli | Bologna         | Stadio Renato Dall'Ara       | 9º posto in Serie A           |
| Cagliari   | dettagli | Cagliari        | Stadio Sant'Elia             | 13º posto in Serie A          |
| Fiorentina | dettagli | Firenze         | Stadio Artemio Franchi       | 3º posto in Serie A           |
| Inter      | dettagli | Milano          | Stadio Giuseppe Meazza       | 8º posto in Serie A           |
| Juventus   | dettagli | Torino          | Stadio delle Alpi            | 7º posto in Serie A           |
| Lazio      | dettagli | Roma            | Stadio Olimpico              | 2º posto in Serie A           |
| Lecce      | dettagli | Lecce           | Stadio Via del Mare          | 3º posto in Serie B, promosso |
| Milan      | dettagli | Milano          | Stadio Giuseppe Meazza       | 1º posto in Serie A           |
| Parma      | dettagli | Parma           | Stadio Ennio Tardini         | 4º posto in Serie A           |
| Perugia    | dettagli | Perugia         | Stadio Renato Curi           | 14º posto in Serie A          |
| Piacenza   | dettagli | Piacenza        | Stadio Leonardo Garilli      | 12º posto in Serie A          |
| Reggina    | dettagli | Reggio Calabria | Stadio Oreste Granillo       | 4º posto in Serie B, promosso |
| Roma       | dettagli | Roma            | Stadio Olimpico              | 5º posto in Serie A           |
| Torino     | dettagli | Torino          | Stadio delle Alpi            | 2º posto in Serie B, promosso |
| Udinese    | dettagli | Udine           | Stadio Friuli                | 6º posto in Serie A           |
| Venezia    | dettagli | Venezia         | Stadio Pierluigi Penzo       | 11º posto in Serie A          |
| Verona     | dettagli | Verona          | Stadio Marcantonio Bentegodi | 1º posto in Serie B, promosso |

## Allenatori e primatisti
| Squadra    | Allenatore                                                                                                 | Calciatore più presente                              | Cannoniere               |
| ---------- | --- | ---------------------------------------------------- | ------------------------ |
| Bari       | Eugenio Fascetti                                                                                           | Francesco Mancini (34)                               | Yksel Osmanovski (7)     |
| Bologna    | Sergio Buso (1ª-7ª) Francesco Guidolin (8ª-34ª)                                                            | Klas Ingesson (34)                                   | Giuseppe Signori (15)    |
| Cagliari   | Óscar Tabárez (1ª-4ª) Renzo Ulivieri (5ª-34ª)                                                              | Daniele Berretta, Alessio Scarpi (32)                | Patrick Mboma (8)        |
| Fiorentina | Giovanni Trapattoni                                                                                        | Francesco Toldo (34)                                 | Gabriel Batistuta (23)   |
| Inter      | Marcello Lippi                                                                                             | Laurent Blanc, Javier Zanetti (34)                   | Christian Vieri (13)     |
| Juventus   | Carlo Ancelotti                                                                                            | Alessandro Del Piero (34)                            | Filippo Inzaghi (15)     |
| Lazio      | Sven-Göran Eriksson                                                                                        | Juan Sebastián Verón (31)                            | Marcelo Salas (12)       |
| Lecce      | Alberto Cavasin                                                                                            | Antonio Chimenti, Alessandro Conticchio, Juarez (34) | Cristiano Lucarelli (15) |
| Milan      | Alberto Zaccheroni                                                                                         | Andrij Ševčenko (32)                                 | Andrij Ševčenko (24)     |
| Parma      | Alberto Malesani                                                                                           | Hernán Crespo (34)                                   | Hernán Crespo (22)       |
| Perugia    | Carlo Mazzone                                                                                              | Alessandro Calori, Andrea Mazzantini (33)            | Nicola Amoruso (11)      |
| Piacenza   | Luigi Simoni (1ª-16ª) Maurizio Braghin (17ª) Daniele Bernazzani e Maurizio Braghin (18ª-34ª)               | Flavio Roma (32)                                     | Arturo Di Napoli (4)     |
| Reggina    | Franco Colomba                                                                                             | Lorenzo Stovini (34)                                 | Mohamed Kallon (11)      |
| Roma       | Fabio Capello                                                                                              | Aldair (34)                                          | Vincenzo Montella (18)   |
| Torino     | Emiliano Mondonico                                                                                         | Luca Bucci (32)                                      | Marco Ferrante (18)      |
| Udinese    | Luigi De Canio                                                                                             | Stefano Fiore (33)                                   | Roberto Muzzi (12)       |
| Venezia    | Luciano Spalletti (1ª-8ª) Giuseppe Materazzi (9ª-11ª) Luciano Spalletti (12ª-20ª) Francesco Oddo (21ª-34ª) | Fabian Valtolina (31)                                | Filippo Maniero (9)      |
| Verona     | Cesare Prandelli                                                                                           | Antonio Marasco, Martino Melis (32)                  | Fabrizio Cammarata (9)   |

## Classifica finale
|  | Pos. | Squadra    | Pt | G  | V  | N  | P  | GF | GS | DR  |
|  | ---- | ---------- | -- | -- | -- | -- | -- | -- | -- | --- |
|  | 1.   | Lazio      | 72 | 34 | 21 | 9  | 4  | 64 | 33 | +31 |
|  | 2.   | Juventus   | 71 | 34 | 21 | 8  | 5  | 46 | 20 | +26 |
|  | 3.   | Milan      | 61 | 34 | 16 | 13 | 5  | 65 | 40 | +25 |
|  | 4.   | Inter      | 58 | 34 | 17 | 7  | 10 | 58 | 36 | +22 |
|  | 5.   | Parma      | 58 | 34 | 16 | 10 | 8  | 52 | 37 | +15 |
|  | 6.   | Roma       | 54 | 34 | 14 | 12 | 8  | 57 | 34 | +23 |
|  | 7.   | Fiorentina | 51 | 34 | 13 | 12 | 9  | 48 | 38 | +10 |
|  | 8.   | Udinese    | 50 | 34 | 13 | 11 | 10 | 55 | 45 | +10 |
|  | 9.   | Verona     | 43 | 34 | 10 | 13 | 11 | 40 | 45 | -5  |
|  | 10.  | Perugia    | 42 | 34 | 12 | 6  | 16 | 36 | 52 | -16 |
|  | 11.  | Reggina    | 40 | 34 | 9  | 13 | 12 | 31 | 42 | -11 |
|  | 12.  | Bologna    | 40 | 34 | 9  | 13 | 12 | 32 | 39 | -7  |
|  | 13.  | Lecce      | 40 | 34 | 10 | 10 | 14 | 33 | 49 | -16 |
|  | 14.  | Bari       | 39 | 34 | 10 | 9  | 15 | 34 | 48 | -14 |
|  | 15.  | Torino     | 36 | 34 | 8  | 12 | 14 | 35 | 47 | -12 |
|  | 16.  | Venezia    | 26 | 34 | 6  | 8  | 20 | 30 | 60 | -30 |
|  | 17.  | Cagliari   | 22 | 34 | 3  | 13 | 18 | 29 | 54 | -25 |
|  | 18.  | Piacenza   | 21 | 34 | 4  | 9  | 21 | 19 | 45 | -26 |

Legenda:
      Campione d'Italia e qualificata alla prima fase a gironi della UEFA Champions League 2000-2001.
      Qualificata alla prima fase a gironi della UEFA Champions League 2000-2001.
      Qualificate al terzo turno di qualificazione della UEFA Champions League 2000-2001.
      Qualificate al primo turno di Coppa UEFA 2000-2001.
      Ammesse al terzo o al secondo turno di Coppa Intertoto UEFA 2000.
      Retrocesse in Serie B 2000-2001.
Regolamento:
Tre punti a vittoria, uno a pareggio, zero a sconfitta.
A parità di punti valeva la classifica avulsa, eccetto per l'assegnazione dello Scudetto, dei posti salvezza-retrocessione e qualificazione-esclusione dalla Coppa UEFA/Champions League per i quali era previsto uno spareggio.
Note:
L'Inter si è qualificata al terzo turno eliminatorio di Champions League dopo aver vinto lo spareggio con l'ex aequo Parma.
Il Verona ha rinunciato a partecipare alla Coppa Intertoto, facendo così ammettere il Perugia.
In seguito alle defezioni di Bologna, Reggina, Lecce e Bari, la FIGC è stata costretta a rinunciare al terzo posto in Coppa Intertoto riservato dall'UEFA alle squadre italiane.

### Squadra campione
| Formazione tipo | Giocatori (presenze)      |
| --- | ------------------------- |
| Marchegiani Negro Nesta Mihajlović Pancaro Conceição Simeone Almeyda Verón Nedvěd Salas | Luca Marchegiani (28)     |
| Marchegiani Negro Nesta Mihajlović Pancaro Conceição Simeone Almeyda Verón Nedvěd Salas | Paolo Negro (26)          |
| Marchegiani Negro Nesta Mihajlović Pancaro Conceição Simeone Almeyda Verón Nedvěd Salas | Alessandro Nesta (28)     |
| Marchegiani Negro Nesta Mihajlović Pancaro Conceição Simeone Almeyda Verón Nedvěd Salas | Siniša Mihajlović (26)    |
| Marchegiani Negro Nesta Mihajlović Pancaro Conceição Simeone Almeyda Verón Nedvěd Salas | Giuseppe Pancaro (28)     |
| Marchegiani Negro Nesta Mihajlović Pancaro Conceição Simeone Almeyda Verón Nedvěd Salas | Diego Simeone (28)        |
| Marchegiani Negro Nesta Mihajlović Pancaro Conceição Simeone Almeyda Verón Nedvěd Salas | Matías Almeyda (19)       |
| Marchegiani Negro Nesta Mihajlović Pancaro Conceição Simeone Almeyda Verón Nedvěd Salas | Sérgio Conceição (30)     |
| Marchegiani Negro Nesta Mihajlović Pancaro Conceição Simeone Almeyda Verón Nedvěd Salas | Juan Sebastián Verón (31) |
| Marchegiani Negro Nesta Mihajlović Pancaro Conceição Simeone Almeyda Verón Nedvěd Salas | Pavel Nedvěd (28)         |
| Marchegiani Negro Nesta Mihajlović Pancaro Conceição Simeone Almeyda Verón Nedvěd Salas | Marcelo Salas (28)        |
| Altri giocatori: Néstor Sensini (23), Simone Inzaghi (22), Roberto Mancini (20), Alen Bokšić (19), Giuseppe Favalli (18), Fabrizio Ravanelli (16), Dejan Stanković (16), Fernando Couto (14), Attilio Lombardo (10), Marco Ballotta (9), Guerino Gottardi (5), Kennet Andersson (2). |                           |

## Risultati

### Tabellone
|            | BAR  | BOL  | CAG  | FIO  | INT  | JUV  | LAZ  | LEC  | MIL  | PAR  | PER  | PIA  | REG  | ROM  | TOR  | UDI  | VEN  | VER  |
| ---------- | ---- | ---- | ---- | ---- | ---- | ---- | ---- | ---- | ---- | ---- | ---- | ---- | ---- | ---- | ---- | ---- | ---- | ---- |
| Bari       | –––– | 1-1  | 1-0  | 1-0  | 2-1  | 1-1  | 0-0  | 3-1  | 1-1  | 0-1  | 0-2  | 3-2  | 1-1  | 0-0  | 1-1  | 1-1  | 3-0  | 1-1  |
| Bologna    | 1-0  | –––– | 1-0  | 0-0  | 3-0  | 0-2  | 2-3  | 2-0  | 2-3  | 1-0  | 2-1  | 0-0  | 0-1  | 1-0  | 0-0  | 2-1  | 1-1  | 0-0  |
| Cagliari   | 2-3  | 2-2  | –––– | 1-1  | 0-2  | 0-1  | 0-0  | 0-0  | 0-0  | 2-3  | 2-1  | 3-0  | 0-1  | 1-0  | 1-1  | 0-3  | 1-1  | 0-1  |
| Fiorentina | 1-0  | 2-2  | 2-0  | –––– | 2-1  | 1-1  | 3-3  | 3-0  | 2-1  | 0-2  | 1-0  | 2-1  | 1-0  | 1-3  | 1-1  | 1-1  | 3-0  | 4-1  |
| Inter      | 3-0  | 1-1  | 2-1  | 0-4  | –––– | 1-2  | 1-1  | 6-0  | 1-2  | 5-1  | 5-0  | 2-1  | 1-1  | 2-1  | 1-1  | 3-0  | 3-0  | 3-0  |
| Juventus   | 2-0  | 2-0  | 1-1  | 1-0  | 1-0  | –––– | 0-1  | 1-0  | 3-1  | 1-0  | 3-0  | 1-0  | 1-1  | 2-1  | 3-2  | 4-1  | 1-0  | 1-0  |
| Lazio      | 3-1  | 3-1  | 2-1  | 2-0  | 2-2  | 0-0  | –––– | 4-2  | 4-4  | 0-0  | 1-0  | 2-0  | 3-0  | 2-1  | 3-0  | 2-1  | 3-2  | 4-0  |
| Lecce      | 1-0  | 1-1  | 2-1  | 0-0  | 1-0  | 2-0  | 0-1  | –––– | 2-2  | 0-0  | 0-1  | 0-1  | 2-1  | 0-0  | 2-1  | 1-0  | 2-1  | 2-1  |
| Milan      | 4-1  | 4-0  | 2-2  | 1-1  | 1-2  | 2-0  | 2-1  | 2-2  | –––– | 2-1  | 3-1  | 1-0  | 2-2  | 2-2  | 2-0  | 4-0  | 3-0  | 3-3  |
| Parma      | 2-1  | 1-1  | 3-1  | 0-4  | 1-1  | 1-1  | 1-2  | 4-1  | 1-0  | –––– | 1-2  | 1-0  | 3-0  | 2-0  | 4-1  | 0-0  | 3-1  | 3-0  |
| Perugia    | 1-2  | 3-2  | 3-0  | 1-2  | 1-2  | 1-0  | 0-2  | 2-2  | 0-3  | 1-1  | –––– | 2-0  | 2-1  | 2-2  | 1-0  | 0-5  | 2-1  | 0-0  |
| Piacenza   | 2-1  | 0-0  | 1-1  | 2-0  | 1-3  | 0-2  | 0-2  | 1-1  | 0-1  | 1-2  | 0-0  | –––– | 0-0  | 1-1  | 0-2  | 0-1  | 2-2  | 1-0  |
| Reggina    | 1-0  | 1-0  | 1-1  | 2-2  | 0-1  | 0-2  | 0-0  | 2-1  | 1-2  | 2-2  | 1-1  | 1-0  | –––– | 0-4  | 2-1  | 0-0  | 1-0  | 1-1  |
| Roma       | 3-1  | 2-0  | 2-2  | 4-0  | 0-0  | 0-1  | 4-1  | 3-2  | 1-1  | 0-0  | 3-1  | 2-1  | 0-2  | –––– | 1-0  | 1-1  | 5-0  | 3-1  |
| Torino     | 3-1  | 2-1  | 1-1  | 1-0  | 0-1  | 0-0  | 2-4  | 1-2  | 2-2  | 2-2  | 0-1  | 2-1  | 2-1  | 1-1  | –––– | 0-1  | 2-1  | 0-3  |
| Udinese    | 5-1  | 2-1  | 5-2  | 1-1  | 3-0  | 1-1  | 0-3  | 2-1  | 1-2  | 0-1  | 2-1  | 3-0  | 3-2  | 0-2  | 0-0  | –––– | 5-2  | 3-3  |
| Venezia    | 0-1  | 0-1  | 3-0  | 2-1  | 1-0  | 0-4  | 2-0  | 0-0  | 1-0  | 0-2  | 1-2  | 0-0  | 2-0  | 1-3  | 2-2  | 1-1  | –––– | 2-2  |
| Verona     | 0-1  | 0-0  | 2-0  | 2-2  | 1-2  | 2-0  | 1-0  | 2-0  | 0-0  | 4-3  | 2-0  | 1-0  | 1-1  | 2-2  | 0-1  | 2-2  | 1-0  | –––– |

### Calendario
Il torneo ebbe inizio il 28 agosto 1999, per concludersi il 14 maggio 2000. Le soste per impegni della Nazionale furono in programma al 5 settembre, 10 ottobre e 14 novembre 1999 mentre la pausa natalizia riguardò il 26 dicembre 1999 e 2 gennaio 2000: l'unico turno infrasettimanale venne inserito in calendario al 6 gennaio 2000.
Gli anticipi del sabato non ebbero luogo nelle ultime 4 giornate, con gli incontri del turno pasquale anticipati al 22 aprile 2000: da segnalare infine l'introduzione di un orario unico, le 15:00, per le gare della domenica pomeriggio.
| andata (1ª) | andata (1ª) | 1ª giornata      | ritorno (18ª) | ritorno (18ª) |
|             |             |                  |               |               |
| 28 ago.     | 0-0         | Bologna-Torino   | 1-2           | 23 gen.       |
| 29 ago.     | 1-0         | Fiorentina-Bari  | 0-1           | 23 gen.       |
| 29 ago.     | 3-0         | Inter-Verona     | 2-1           | 23 gen.       |
| 29 ago.     | 1-1         | Juventus-Reggina | 2-0           | 23 gen.       |
| 30 ago.     | 2-1         | Lazio-Cagliari   | 0-0           | 22 gen.       |
| 29 ago.     | 2-2         | Lecce-Milan      | 2-2           | 23 gen.       |
| 29 ago.     | 1-1         | Perugia-Parma    | 2-1           | 23 gen.       |
| 29 ago.     | 1-1         | Piacenza-Roma    | 1-2           | 22 gen.       |
| 29 ago.     | 1-1         | Venezia-Udinese  | 2-5           | 23 gen.       |

| andata (2ª) | andata (2ª) | 2ª giornata        | ritorno (19ª) | ritorno (19ª) |
|             |             |                    |               |               |
| 11 set.     | 0-0         | Bari-Lazio         | 1-3           | 30 gen.       |
| 12 set.     | 0-1         | Cagliari-Juventus  | 1-1           | 30 gen.       |
| 12 set.     | 3-1         | Milan-Perugia      | 3-0           | 30 gen.       |
| 12 set.     | 1-1         | Parma-Bologna      | 0-1           | 30 gen.       |
| 11 set.     | 2-2         | Reggina-Fiorentina | 0-1           | 30 gen.       |
| 12 set.     | 0-0         | Roma-Inter         | 1-2           | 30 gen.       |
| 12 set.     | 2-1         | Torino-Venezia     | 2-2           | 30 gen.       |
| 11 set.     | 3-0         | Udinese-Piacenza   | 1-0           | 29 gen.       |
| 12 set.     | 2-0         | Verona-Lecce       | 1-2           | 29 gen.       |

| andata (1ª) | andata (1ª) | 1ª giornata      | ritorno (18ª) | ritorno (18ª) |
|             |             |                  |               |               |
| 28 ago.     | 0-0         | Bologna-Torino   | 1-2           | 23 gen.       |
| 29 ago.     | 1-0         | Fiorentina-Bari  | 0-1           | 23 gen.       |
| 29 ago.     | 3-0         | Inter-Verona     | 2-1           | 23 gen.       |
| 29 ago.     | 1-1         | Juventus-Reggina | 2-0           | 23 gen.       |
| 30 ago.     | 2-1         | Lazio-Cagliari   | 0-0           | 22 gen.       |
| 29 ago.     | 2-2         | Lecce-Milan      | 2-2           | 23 gen.       |
| 29 ago.     | 1-1         | Perugia-Parma    | 2-1           | 23 gen.       |
| 29 ago.     | 1-1         | Piacenza-Roma    | 1-2           | 22 gen.       |
| 29 ago.     | 1-1         | Venezia-Udinese  | 2-5           | 23 gen.       |

| andata (2ª) | andata (2ª) | 2ª giornata        | ritorno (19ª) | ritorno (19ª) |
|             |             |                    |               |               |
| 11 set.     | 0-0         | Bari-Lazio         | 1-3           | 30 gen.       |
| 12 set.     | 0-1         | Cagliari-Juventus  | 1-1           | 30 gen.       |
| 12 set.     | 3-1         | Milan-Perugia      | 3-0           | 30 gen.       |
| 12 set.     | 1-1         | Parma-Bologna      | 0-1           | 30 gen.       |
| 11 set.     | 2-2         | Reggina-Fiorentina | 0-1           | 30 gen.       |
| 12 set.     | 0-0         | Roma-Inter         | 1-2           | 30 gen.       |
| 12 set.     | 2-1         | Torino-Venezia     | 2-2           | 30 gen.       |
| 11 set.     | 3-0         | Udinese-Piacenza   | 1-0           | 29 gen.       |
| 12 set.     | 2-0         | Verona-Lecce       | 1-2           | 29 gen.       |

| andata (3ª) | andata (3ª) | 3ª giornata       | ritorno (20ª) | ritorno (20ª) |
|             |             |                   |               |               |
| 18 set.     | 1-1         | Bari-Milan        | 1-4           | 6 feb.        |
| 19 set.     | 0-1         | Bologna-Reggina   | 0-1           | 6 feb.        |
| 19 set.     | 4-1         | Fiorentina-Verona | 2-2           | 6 feb.        |
| 19 set.     | 5-1         | Inter-Parma       | 1-1           | 6 feb.        |
| 19 set.     | 4-1         | Juventus-Udinese  | 1-1           | 5 feb.        |
| 19 set.     | 3-0         | Lazio-Torino      | 4-2           | 6 feb.        |
| 18 set.     | 3-0         | Perugia-Cagliari  | 1-2           | 5 feb.        |
| 19 set.     | 1-1         | Piacenza-Lecce    | 1-0           | 6 feb.        |
| 19 set.     | 1-3         | Venezia-Roma      | 0-5           | 6 feb.        |

| andata (4ª) | andata (4ª) | 4ª giornata        | ritorno (21ª) | ritorno (21ª) |
|             |             |                    |               |               |
| 26 set.     | 1-1         | Cagliari-Venezia   | 0-3           | 13 feb.       |
| 25 set.     | 2-0         | Lecce-Juventus     | 0-1           | 13 feb.       |
| 25 set.     | 4-0         | Milan-Bologna      | 3-2           | 12 feb.       |
| 26 set.     | 1-2         | Parma-Lazio        | 0-0           | 13 feb.       |
| 26 set.     | 1-0         | Reggina-Piacenza   | 0-0           | 13 feb.       |
| 26 set.     | 3-1         | Roma-Perugia       | 2-2           | 13 feb.       |
| 26 set.     | 0-1         | Torino-Inter       | 1-1           | 13 feb.       |
| 26 set.     | 1-1         | Udinese-Fiorentina | 1-1           | 13 feb.       |
| 26 set.     | 0-1         | Verona-Bari        | 1-1           | 12 feb.       |

| andata (3ª) | andata (3ª) | 3ª giornata       | ritorno (20ª) | ritorno (20ª) |
|             |             |                   |               |               |
| 18 set.     | 1-1         | Bari-Milan        | 1-4           | 6 feb.        |
| 19 set.     | 0-1         | Bologna-Reggina   | 0-1           | 6 feb.        |
| 19 set.     | 4-1         | Fiorentina-Verona | 2-2           | 6 feb.        |
| 19 set.     | 5-1         | Inter-Parma       | 1-1           | 6 feb.        |
| 19 set.     | 4-1         | Juventus-Udinese  | 1-1           | 5 feb.        |
| 19 set.     | 3-0         | Lazio-Torino      | 4-2           | 6 feb.        |
| 18 set.     | 3-0         | Perugia-Cagliari  | 1-2           | 5 feb.        |
| 19 set.     | 1-1         | Piacenza-Lecce    | 1-0           | 6 feb.        |
| 19 set.     | 1-3         | Venezia-Roma      | 0-5           | 6 feb.        |

| andata (4ª) | andata (4ª) | 4ª giornata        | ritorno (21ª) | ritorno (21ª) |
|             |             |                    |               |               |
| 26 set.     | 1-1         | Cagliari-Venezia   | 0-3           | 13 feb.       |
| 25 set.     | 2-0         | Lecce-Juventus     | 0-1           | 13 feb.       |
| 25 set.     | 4-0         | Milan-Bologna      | 3-2           | 12 feb.       |
| 26 set.     | 1-2         | Parma-Lazio        | 0-0           | 13 feb.       |
| 26 set.     | 1-0         | Reggina-Piacenza   | 0-0           | 13 feb.       |
| 26 set.     | 3-1         | Roma-Perugia       | 2-2           | 13 feb.       |
| 26 set.     | 0-1         | Torino-Inter       | 1-1           | 13 feb.       |
| 26 set.     | 1-1         | Udinese-Fiorentina | 1-1           | 13 feb.       |
| 26 set.     | 0-1         | Verona-Bari        | 1-1           | 12 feb.       |

| andata (5ª) | andata (5ª) | 5ª giornata      | ritorno (22ª) | ritorno (22ª) |
|             |             |                  |               |               |
| 3 ott.      | 1-1         | Bari-Udinese     | 1-5           | 20 feb.       |
| 3 ott.      | 2-0         | Bologna-Lecce    | 1-1           | 20 feb.       |
| 2 ott.      | 1-1         | Cagliari-Torino  | 1-1           | 20 feb.       |
| 3 ott.      | 1-3         | Fiorentina-Roma  | 0-4           | 19 feb.       |
| 2 ott.      | 2-1         | Inter-Piacenza   | 3-1           | 20 feb.       |
| 3 ott.      | 1-0         | Juventus-Venezia | 4-0           | 20 feb.       |
| 3 ott.      | 4-4         | Lazio-Milan      | 1-2           | 20 feb.       |
| 3 ott.      | 3-0         | Parma-Verona     | 3-4           | 20 feb.       |
| 3 ott.      | 2-1         | Perugia-Reggina  | 1-1           | 19 feb.       |

| andata (6ª) | andata (6ª) | 6ª giornata      | ritorno (23ª) | ritorno (23ª) |
|             |             |                  |               |               |
| 16 ott.     | 0-2         | Fiorentina-Parma | 4-0           | 26 feb.       |
| 17 ott.     | 2-1         | Lecce-Reggina    | 1-2           | 27 feb.       |
| 17 ott.     | 2-2         | Milan-Cagliari   | 0-0           | 27 feb.       |
| 17 ott.     | 0-0         | Piacenza-Bologna | 0-0           | 27 feb.       |
| 17 ott.     | 0-1         | Roma-Juventus    | 1-2           | 27 feb.       |
| 17 ott.     | 3-1         | Torino-Bari      | 1-1           | 27 feb.       |
| 16 ott.     | 0-3         | Udinese-Lazio    | 1-2           | 26 feb.       |
| 17 ott.     | 1-0         | Venezia-Inter    | 0-3           | 27 feb.       |
| 17 ott.     | 2-0         | Verona-Perugia   | 0-0           | 27 feb.       |

| andata (5ª) | andata (5ª) | 5ª giornata      | ritorno (22ª) | ritorno (22ª) |
|             |             |                  |               |               |
| 3 ott.      | 1-1         | Bari-Udinese     | 1-5           | 20 feb.       |
| 3 ott.      | 2-0         | Bologna-Lecce    | 1-1           | 20 feb.       |
| 2 ott.      | 1-1         | Cagliari-Torino  | 1-1           | 20 feb.       |
| 3 ott.      | 1-3         | Fiorentina-Roma  | 0-4           | 19 feb.       |
| 2 ott.      | 2-1         | Inter-Piacenza   | 3-1           | 20 feb.       |
| 3 ott.      | 1-0         | Juventus-Venezia | 4-0           | 20 feb.       |
| 3 ott.      | 4-4         | Lazio-Milan      | 1-2           | 20 feb.       |
| 3 ott.      | 3-0         | Parma-Verona     | 3-4           | 20 feb.       |
| 3 ott.      | 2-1         | Perugia-Reggina  | 1-1           | 19 feb.       |

| andata (6ª) | andata (6ª) | 6ª giornata      | ritorno (23ª) | ritorno (23ª) |
|             |             |                  |               |               |
| 16 ott.     | 0-2         | Fiorentina-Parma | 4-0           | 26 feb.       |
| 17 ott.     | 2-1         | Lecce-Reggina    | 1-2           | 27 feb.       |
| 17 ott.     | 2-2         | Milan-Cagliari   | 0-0           | 27 feb.       |
| 17 ott.     | 0-0         | Piacenza-Bologna | 0-0           | 27 feb.       |
| 17 ott.     | 0-1         | Roma-Juventus    | 1-2           | 27 feb.       |
| 17 ott.     | 3-1         | Torino-Bari      | 1-1           | 27 feb.       |
| 16 ott.     | 0-3         | Udinese-Lazio    | 1-2           | 26 feb.       |
| 17 ott.     | 1-0         | Venezia-Inter    | 0-3           | 27 feb.       |
| 17 ott.     | 2-0         | Verona-Perugia   | 0-0           | 27 feb.       |

| andata (7ª) | andata (7ª) | 7ª giornata         | ritorno (24ª) | ritorno (24ª) |
|             |             |                     |               |               |
| 24 ott.     | 1-1         | Bari-Juventus       | 0-2           | 5 mar.        |
| 24 ott.     | 0-0         | Bologna-Verona      | 0-0           | 5 mar.        |
| 24 ott.     | 0-3         | Cagliari-Udinese    | 2-5           | 4 mar.        |
| 23 ott.     | 1-2         | Inter-Milan         | 2-1           | 5 mar.        |
| 24 ott.     | 4-2         | Lazio-Lecce         | 1-0           | 5 mar.        |
| 23 ott.     | 2-1         | Perugia-Venezia     | 2-1           | 5 mar.        |
| 24 ott.     | 2-0         | Piacenza-Fiorentina | 1-2           | 4 mar.        |
| 24 ott.     | 2-2         | Reggina-Parma       | 0-3           | 5 mar.        |
| 24 ott.     | 1-1         | Torino-Roma         | 0-1           | 5 mar.        |

| andata (8ª) | andata (8ª) | 8ª giornata       | ritorno (25ª) | ritorno (25ª) |
|             |             |                   |               |               |
| 30 ott.     | 1-1         | Fiorentina-Torino | 0-1           | 12 mar.       |
| 30 ott.     | 1-1         | Inter-Lazio       | 2-2           | 11 mar.       |
| 31 ott.     | 1-0         | Juventus-Piacenza | 2-0           | 12 mar.       |
| 31 ott.     | 0-1         | Lecce-Perugia     | 2-2           | 12 mar.       |
| 31 ott.     | 2-1         | Parma-Bari        | 1-0           | 12 mar.       |
| 31 ott.     | 2-2         | Roma-Cagliari     | 0-1           | 12 mar.       |
| 31 ott.     | 3-2         | Udinese-Reggina   | 0-0           | 12 mar.       |
| 30 ott.     | 0-1         | Venezia-Bologna   | 1-1           | 11 mar.       |
| 31 ott.     | 0-0         | Verona-Milan      | 3-3           | 12 mar.       |

| andata (7ª) | andata (7ª) | 7ª giornata         | ritorno (24ª) | ritorno (24ª) |
|             |             |                     |               |               |
| 24 ott.     | 1-1         | Bari-Juventus       | 0-2           | 5 mar.        |
| 24 ott.     | 0-0         | Bologna-Verona      | 0-0           | 5 mar.        |
| 24 ott.     | 0-3         | Cagliari-Udinese    | 2-5           | 4 mar.        |
| 23 ott.     | 1-2         | Inter-Milan         | 2-1           | 5 mar.        |
| 24 ott.     | 4-2         | Lazio-Lecce         | 1-0           | 5 mar.        |
| 23 ott.     | 2-1         | Perugia-Venezia     | 2-1           | 5 mar.        |
| 24 ott.     | 2-0         | Piacenza-Fiorentina | 1-2           | 4 mar.        |
| 24 ott.     | 2-2         | Reggina-Parma       | 0-3           | 5 mar.        |
| 24 ott.     | 1-1         | Torino-Roma         | 0-1           | 5 mar.        |

| andata (8ª) | andata (8ª) | 8ª giornata       | ritorno (25ª) | ritorno (25ª) |
|             |             |                   |               |               |
| 30 ott.     | 1-1         | Fiorentina-Torino | 0-1           | 12 mar.       |
| 30 ott.     | 1-1         | Inter-Lazio       | 2-2           | 11 mar.       |
| 31 ott.     | 1-0         | Juventus-Piacenza | 2-0           | 12 mar.       |
| 31 ott.     | 0-1         | Lecce-Perugia     | 2-2           | 12 mar.       |
| 31 ott.     | 2-1         | Parma-Bari        | 1-0           | 12 mar.       |
| 31 ott.     | 2-2         | Roma-Cagliari     | 0-1           | 12 mar.       |
| 31 ott.     | 3-2         | Udinese-Reggina   | 0-0           | 12 mar.       |
| 30 ott.     | 0-1         | Venezia-Bologna   | 1-1           | 11 mar.       |
| 31 ott.     | 0-0         | Verona-Milan      | 3-3           | 12 mar.       |

| andata (9ª) | andata (9ª) | 9ª giornata         | ritorno (26ª) | ritorno (26ª) |
|             |             |                     |               |               |
| 7 nov.      | 3-0         | Bologna-Inter       | 1-1           | 18 mar.       |
| 6 nov.      | 1-1         | Cagliari-Fiorentina | 0-2           | 18 mar.       |
| 7 nov.      | 4-0         | Lazio-Verona        | 0-1           | 19 mar.       |
| 7 nov.      | 1-0         | Lecce-Udinese       | 1-2           | 19 mar.       |
| 7 nov.      | 3-0         | Milan-Venezia       | 0-1           | 19 mar.       |
| 6 nov.      | 1-2         | Perugia-Bari        | 2-0           | 19 mar.       |
| 7 nov.      | 1-2         | Piacenza-Parma      | 0-1           | 19 mar.       |
| 7 nov.      | 0-4         | Reggina-Roma        | 2-0           | 19 mar.       |
| 7 nov.      | 0-0         | Torino-Juventus     | 2-3           | 19 mar.       |

| andata (10ª) | andata (10ª) | 10ª giornata       | ritorno (27ª) | ritorno (27ª) |
|              |              |                    |               |               |
| 21 nov.      | 1-1          | Bari-Reggina       | 0-1           | 25 mar.       |
| 20 nov.      | 1-0          | Fiorentina-Perugia | 2-1           | 25 mar.       |
| 21 nov.      | 6-0          | Inter-Lecce        | 0-1           | 25 mar.       |
| 21 nov.      | 3-1          | Juventus-Milan     | 0-2           | 24 mar.       |
| 21 nov.      | 3-1          | Parma-Cagliari     | 3-2           | 25 mar.       |
| 21 nov.      | 4-1          | Roma-Lazio         | 1-2           | 25 mar.       |
| 20 nov.      | 2-1          | Udinese-Bologna    | 1-2           | 25 mar.       |
| 21 nov.      | 0-0          | Venezia-Piacenza   | 2-2           | 25 mar.       |
| 21 nov.      | 0-1          | Verona-Torino      | 3-0           | 25 mar.       |

| andata (9ª) | andata (9ª) | 9ª giornata         | ritorno (26ª) | ritorno (26ª) |
|             |             |                     |               |               |
| 7 nov.      | 3-0         | Bologna-Inter       | 1-1           | 18 mar.       |
| 6 nov.      | 1-1         | Cagliari-Fiorentina | 0-2           | 18 mar.       |
| 7 nov.      | 4-0         | Lazio-Verona        | 0-1           | 19 mar.       |
| 7 nov.      | 1-0         | Lecce-Udinese       | 1-2           | 19 mar.       |
| 7 nov.      | 3-0         | Milan-Venezia       | 0-1           | 19 mar.       |
| 6 nov.      | 1-2         | Perugia-Bari        | 2-0           | 19 mar.       |
| 7 nov.      | 1-2         | Piacenza-Parma      | 0-1           | 19 mar.       |
| 7 nov.      | 0-4         | Reggina-Roma        | 2-0           | 19 mar.       |
| 7 nov.      | 0-0         | Torino-Juventus     | 2-3           | 19 mar.       |

| andata (10ª) | andata (10ª) | 10ª giornata       | ritorno (27ª) | ritorno (27ª) |
|              |              |                    |               |               |
| 21 nov.      | 1-1          | Bari-Reggina       | 0-1           | 25 mar.       |
| 20 nov.      | 1-0          | Fiorentina-Perugia | 2-1           | 25 mar.       |
| 21 nov.      | 6-0          | Inter-Lecce        | 0-1           | 25 mar.       |
| 21 nov.      | 3-1          | Juventus-Milan     | 0-2           | 24 mar.       |
| 21 nov.      | 3-1          | Parma-Cagliari     | 3-2           | 25 mar.       |
| 21 nov.      | 4-1          | Roma-Lazio         | 1-2           | 25 mar.       |
| 20 nov.      | 2-1          | Udinese-Bologna    | 1-2           | 25 mar.       |
| 21 nov.      | 0-0          | Venezia-Piacenza   | 2-2           | 25 mar.       |
| 21 nov.      | 0-1          | Verona-Torino      | 3-0           | 25 mar.       |

| andata (11ª) | andata (11ª) | 11ª giornata       | ritorno (28ª) | ritorno (28ª) |
|              |              |                    |               |               |
| 28 nov.      | 0-0          | Bologna-Fiorentina | 2-2           | 1° apr.       |
| 27 nov.      | 2-3          | Cagliari-Bari      | 0-1           | 2 apr.        |
| 27 nov.      | 0-0          | Lazio-Juventus     | 1-0           | 1° apr.       |
| 27 nov.      | 2-1          | Lecce-Venezia      | 0-0           | 2 apr.        |
| 27 nov.      | 2-1          | Milan-Parma        | 0-1           | 2 apr.        |
| 28 nov.      | 1-0          | Piacenza-Verona    | 0-1           | 2 apr.        |
| 27 nov.      | 0-1          | Reggina-Inter      | 1-1           | 2 apr.        |
| 27 nov.      | 0-1          | Torino-Perugia     | 0-1           | 2 apr.        |
| 27 nov.      | 0-2          | Udinese-Roma       | 1-1           | 2 apr.        |

| andata (12ª) | andata (12ª) | 12ª giornata     | ritorno (29ª) | ritorno (29ª) |
|              |              |                  |               |               |
| 5 dic.       | 3-2          | Bari-Piacenza    | 1-2           | 9 apr.        |
| 5 dic.       | 2-1          | Fiorentina-Milan | 1-1           | 9 apr.        |
| 5 dic.       | 3-0          | Inter-Udinese    | 0-3           | 8 apr.        |
| 4 dic.       | 2-0          | Juventus-Bologna | 2-0           | 9 apr.        |
| 5 dic.       | 4-1          | Parma-Torino     | 2-2           | 8 apr.        |
| 4 dic.       | 0-2          | Perugia-Lazio    | 0-1           | 9 apr.        |
| 5 dic.       | 3-2          | Roma-Lecce       | 0-0           | 9 apr.        |
| 5 dic.       | 2-0          | Venezia-Reggina  | 0-1           | 9 apr.        |
| 5 dic.       | 2-0          | Verona-Cagliari  | 1-0           | 9 apr.        |

| andata (11ª) | andata (11ª) | 11ª giornata       | ritorno (28ª) | ritorno (28ª) |
|              |              |                    |               |               |
| 28 nov.      | 0-0          | Bologna-Fiorentina | 2-2           | 1° apr.       |
| 27 nov.      | 2-3          | Cagliari-Bari      | 0-1           | 2 apr.        |
| 27 nov.      | 0-0          | Lazio-Juventus     | 1-0           | 1° apr.       |
| 27 nov.      | 2-1          | Lecce-Venezia      | 0-0           | 2 apr.        |
| 27 nov.      | 2-1          | Milan-Parma        | 0-1           | 2 apr.        |
| 28 nov.      | 1-0          | Piacenza-Verona    | 0-1           | 2 apr.        |
| 27 nov.      | 0-1          | Reggina-Inter      | 1-1           | 2 apr.        |
| 27 nov.      | 0-1          | Torino-Perugia     | 0-1           | 2 apr.        |
| 27 nov.      | 0-2          | Udinese-Roma       | 1-1           | 2 apr.        |

| andata (12ª) | andata (12ª) | 12ª giornata     | ritorno (29ª) | ritorno (29ª) |
|              |              |                  |               |               |
| 5 dic.       | 3-2          | Bari-Piacenza    | 1-2           | 9 apr.        |
| 5 dic.       | 2-1          | Fiorentina-Milan | 1-1           | 9 apr.        |
| 5 dic.       | 3-0          | Inter-Udinese    | 0-3           | 8 apr.        |
| 4 dic.       | 2-0          | Juventus-Bologna | 2-0           | 9 apr.        |
| 5 dic.       | 4-1          | Parma-Torino     | 2-2           | 8 apr.        |
| 4 dic.       | 0-2          | Perugia-Lazio    | 0-1           | 9 apr.        |
| 5 dic.       | 3-2          | Roma-Lecce       | 0-0           | 9 apr.        |
| 5 dic.       | 2-0          | Venezia-Reggina  | 0-1           | 9 apr.        |
| 5 dic.       | 2-0          | Verona-Cagliari  | 1-0           | 9 apr.        |

| andata (13ª) | andata (13ª) | 13ª giornata     | ritorno (30ª) | ritorno (30ª) |
|              |              |                  |               |               |
| 12 dic.      | 1-0          | Bologna-Roma     | 0-2           | 16 apr.       |
| 12 dic.      | 1-0          | Juventus-Inter   | 2-1           | 16 apr.       |
| 12 dic.      | 2-0          | Lazio-Fiorentina | 3-3           | 15 apr.       |
| 11 dic.      | 1-0          | Lecce-Bari       | 1-3           | 16 apr.       |
| 11 dic.      | 2-0          | Milan-Torino     | 2-2           | 16 apr.       |
| 12 dic.      | 0-0          | Piacenza-Perugia | 0-2           | 16 apr.       |
| 12 dic.      | 1-1          | Reggina-Cagliari | 1-0           | 16 apr.       |
| 12 dic.      | 3-3          | Udinese-Verona   | 2-2           | 15 apr.       |
| 12 dic.      | 0-2          | Venezia-Parma    | 1-3           | 16 apr.       |

| andata (14ª) | andata (14ª) | 14ª giornata        | ritorno (31ª) | ritorno (31ª) |
|              |              |                     |               |               |
| 18 dic.      | 2-1          | Bari-Inter          | 0-3           | 22 apr.       |
| 19 dic.      | 0-0          | Cagliari-Lecce      | 1-2           | 22 apr.       |
| 19 dic.      | 1-1          | Fiorentina-Juventus | 0-1           | 22 apr.       |
| 19 dic.      | 2-0          | Lazio-Piacenza      | 2-0           | 22 apr.       |
| 19 dic.      | 2-2          | Milan-Reggina       | 2-1           | 22 apr.       |
| 19 dic.      | 2-0          | Parma-Roma          | 0-0           | 22 apr.       |
| 19 dic.      | 3-2          | Perugia-Bologna     | 1-2           | 22 apr.       |
| 19 dic.      | 0-1          | Torino-Udinese      | 0-0           | 22 apr.       |
| 18 dic.      | 1-0          | Verona-Venezia      | 2-2           | 22 apr.       |

| andata (13ª) | andata (13ª) | 13ª giornata     | ritorno (30ª) | ritorno (30ª) |
|              |              |                  |               |               |
| 12 dic.      | 1-0          | Bologna-Roma     | 0-2           | 16 apr.       |
| 12 dic.      | 1-0          | Juventus-Inter   | 2-1           | 16 apr.       |
| 12 dic.      | 2-0          | Lazio-Fiorentina | 3-3           | 15 apr.       |
| 11 dic.      | 1-0          | Lecce-Bari       | 1-3           | 16 apr.       |
| 11 dic.      | 2-0          | Milan-Torino     | 2-2           | 16 apr.       |
| 12 dic.      | 0-0          | Piacenza-Perugia | 0-2           | 16 apr.       |
| 12 dic.      | 1-1          | Reggina-Cagliari | 1-0           | 16 apr.       |
| 12 dic.      | 3-3          | Udinese-Verona   | 2-2           | 15 apr.       |
| 12 dic.      | 0-2          | Venezia-Parma    | 1-3           | 16 apr.       |

| andata (14ª) | andata (14ª) | 14ª giornata        | ritorno (31ª) | ritorno (31ª) |
|              |              |                     |               |               |
| 18 dic.      | 2-1          | Bari-Inter          | 0-3           | 22 apr.       |
| 19 dic.      | 0-0          | Cagliari-Lecce      | 1-2           | 22 apr.       |
| 19 dic.      | 1-1          | Fiorentina-Juventus | 0-1           | 22 apr.       |
| 19 dic.      | 2-0          | Lazio-Piacenza      | 2-0           | 22 apr.       |
| 19 dic.      | 2-2          | Milan-Reggina       | 2-1           | 22 apr.       |
| 19 dic.      | 2-0          | Parma-Roma          | 0-0           | 22 apr.       |
| 19 dic.      | 3-2          | Perugia-Bologna     | 1-2           | 22 apr.       |
| 19 dic.      | 0-1          | Torino-Udinese      | 0-0           | 22 apr.       |
| 18 dic.      | 1-0          | Verona-Venezia      | 2-2           | 22 apr.       |

| andata (15ª) | andata (15ª) | 15ª giornata     | ritorno (32ª) | ritorno (32ª) |
|              |              |                  |               |               |
| 6 gen.       | 1-0          | Bologna-Cagliari | 2-2           | 30 apr.       |
| 6 gen.       | 5-0          | Inter-Perugia    | 2-1           | 30 apr.       |
| 6 gen.       | 1-0          | Juventus-Verona  | 0-2           | 30 apr.       |
| 6 gen.       | 0-0          | Lecce-Fiorentina | 0-3           | 30 apr.       |
| 6 gen.       | 0-1          | Piacenza-Milan   | 0-1           | 30 apr.       |
| 6 gen.       | 2-1          | Reggina-Torino   | 1-2           | 30 apr.       |
| 6 gen.       | 3-1          | Roma-Bari        | 0-0           | 30 apr.       |
| 6 gen.       | 0-1          | Udinese-Parma    | 0-0           | 30 apr.       |
| 5 gen.       | 2-0          | Venezia-Lazio    | 2-3           | 30 apr.       |

| andata (16ª) | andata (16ª) | 16ª giornata      | ritorno (33ª) | ritorno (33ª) |
|              |              |                   |               |               |
| 9 gen.       | 3-0          | Bari-Venezia      | 1-0           | 7 mag.        |
| 9 gen.       | 3-0          | Cagliari-Piacenza | 1-1           | 7 mag.        |
| 9 gen.       | 2-1          | Fiorentina-Inter  | 4-0           | 7 mag.        |
| 9 gen.       | 3-1          | Lazio-Bologna     | 3-2           | 7 mag.        |
| 9 gen.       | 2-2          | Milan-Roma        | 1-1           | 7 mag.        |
| 9 gen.       | 1-1          | Parma-Juventus    | 0-1           | 7 mag.        |
| 9 gen.       | 0-5          | Perugia-Udinese   | 1-2           | 7 mag.        |
| 9 gen.       | 1-2          | Torino-Lecce      | 1-2           | 7 mag.        |
| 9 gen.       | 1-1          | Verona-Reggina    | 1-1           | 7 mag.        |

| andata (15ª) | andata (15ª) | 15ª giornata     | ritorno (32ª) | ritorno (32ª) |
|              |              |                  |               |               |
| 6 gen.       | 1-0          | Bologna-Cagliari | 2-2           | 30 apr.       |
| 6 gen.       | 5-0          | Inter-Perugia    | 2-1           | 30 apr.       |
| 6 gen.       | 1-0          | Juventus-Verona  | 0-2           | 30 apr.       |
| 6 gen.       | 0-0          | Lecce-Fiorentina | 0-3           | 30 apr.       |
| 6 gen.       | 0-1          | Piacenza-Milan   | 0-1           | 30 apr.       |
| 6 gen.       | 2-1          | Reggina-Torino   | 1-2           | 30 apr.       |
| 6 gen.       | 3-1          | Roma-Bari        | 0-0           | 30 apr.       |
| 6 gen.       | 0-1          | Udinese-Parma    | 0-0           | 30 apr.       |
| 5 gen.       | 2-0          | Venezia-Lazio    | 2-3           | 30 apr.       |

| andata (16ª) | andata (16ª) | 16ª giornata      | ritorno (33ª) | ritorno (33ª) |
|              |              |                   |               |               |
| 9 gen.       | 3-0          | Bari-Venezia      | 1-0           | 7 mag.        |
| 9 gen.       | 3-0          | Cagliari-Piacenza | 1-1           | 7 mag.        |
| 9 gen.       | 2-1          | Fiorentina-Inter  | 4-0           | 7 mag.        |
| 9 gen.       | 3-1          | Lazio-Bologna     | 3-2           | 7 mag.        |
| 9 gen.       | 2-2          | Milan-Roma        | 1-1           | 7 mag.        |
| 9 gen.       | 1-1          | Parma-Juventus    | 0-1           | 7 mag.        |
| 9 gen.       | 0-5          | Perugia-Udinese   | 1-2           | 7 mag.        |
| 9 gen.       | 1-2          | Torino-Lecce      | 1-2           | 7 mag.        |
| 9 gen.       | 1-1          | Verona-Reggina    | 1-1           | 7 mag.        |

| \| andata (17ª) \| andata (17ª) \| 17ª giornata \| ritorno (34ª) \| ritorno (34ª) \| \| \| \| \| \| \| \| 15 gen. \| 1-0 \| Bologna-Bari \| 1-1 \| 14 mag. \| \| 16 gen. \| 2-1 \| Inter-Cagliari \| 2-0 \| 14 mag. \| \| 16 gen. \| 3-0 \| Juventus-Perugia \| 0-1 \| 14 mag. \| \| 16 gen. \| 0-0 \| Lecce-Parma \| 1-4 \| 14 mag. \| \| 16 gen. \| 0-2 \| Piacenza-Torino \| 1-2 \| 14 mag. \| \| 16 gen. \| 0-0 \| Reggina-Lazio \| 0-3 \| 14 mag. \| \| 16 gen. \| 3-1 \| Roma-Verona \| 2-2 \| 14 mag. \| \| 16 gen. \| 1-2 \| Udinese-Milan \| 0-4 \| 14 mag. \| \| 15 gen. \| 2-1 \| Venezia-Fiorentina \| 0-3 \| 14 mag. \| |              |                    |               |               |
| andata (17ª) | andata (17ª) | 17ª giornata       | ritorno (34ª) | ritorno (34ª) |
| |              |                    |               |               |
| 15 gen. | 1-0          | Bologna-Bari       | 1-1           | 14 mag.       |
| 16 gen. | 2-1          | Inter-Cagliari     | 2-0           | 14 mag.       |
| 16 gen. | 3-0          | Juventus-Perugia   | 0-1           | 14 mag.       |
| 16 gen. | 0-0          | Lecce-Parma        | 1-4           | 14 mag.       |
| 16 gen. | 0-2          | Piacenza-Torino    | 1-2           | 14 mag.       |
| 16 gen. | 0-0          | Reggina-Lazio      | 0-3           | 14 mag.       |
| 16 gen. | 3-1          | Roma-Verona        | 2-2           | 14 mag.       |
| 16 gen. | 1-2          | Udinese-Milan      | 0-4           | 14 mag.       |
| 15 gen. | 2-1          | Venezia-Fiorentina | 0-3           | 14 mag.       |

| andata (17ª) | andata (17ª) | 17ª giornata       | ritorno (34ª) | ritorno (34ª) |
|              |              |                    |               |               |
| 15 gen.      | 1-0          | Bologna-Bari       | 1-1           | 14 mag.       |
| 16 gen.      | 2-1          | Inter-Cagliari     | 2-0           | 14 mag.       |
| 16 gen.      | 3-0          | Juventus-Perugia   | 0-1           | 14 mag.       |
| 16 gen.      | 0-0          | Lecce-Parma        | 1-4           | 14 mag.       |
| 16 gen.      | 0-2          | Piacenza-Torino    | 1-2           | 14 mag.       |
| 16 gen.      | 0-0          | Reggina-Lazio      | 0-3           | 14 mag.       |
| 16 gen.      | 3-1          | Roma-Verona        | 2-2           | 14 mag.       |
| 16 gen.      | 1-2          | Udinese-Milan      | 0-4           | 14 mag.       |
| 15 gen.      | 2-1          | Venezia-Fiorentina | 0-3           | 14 mag.       |

## Spareggi

### Spareggio per l'ammissione alla Champions League
|       | Risultati |       | Luogo e data           |
| ----- | --------- | ----- | ---------------------- |
| Inter | 3-1       | Parma | Verona, 23 maggio 2000 |
|       |           |       |                        |

## Statistiche

### Squadre

#### Capoliste solitarie
|    | —— | —— | —— | ——  | ——    | ——    | ——    | ——    | ——  | ——  | ——  | ——  | ——  | ——  | ——  | ——       | ——       | ——       | ——  | ——       | ——       | ——       | ——       | ——       | ——       | ——       | ——       | ——       | ——       | ——       | ——       | ——       | ——  | —— |  |
|    |    |    |    | Int | Lazio | Lazio | Lazio | Lazio |     |     |     |     | Laz | Juv | Laz | Juventus | Juventus | Juventus | Laz | Juventus | Juventus | Juventus | Juventus | Juventus | Juventus | Juventus | Juventus | Juventus | Juventus | Juventus | Juventus | Juventus | Laz |    |  |
|    |    |    |    |     |       |       |       |       |     |     |     |     |     |     |     |          |          |          |     |          |          |          |          |          |          |          |          |          |          |          |          |          |     |    |  |
|    |    |    |    |     |       |       |       |       |     |     |     |     |     |     |     |          |          |          |     |          |          |          |          |          |          |          |          |          |          |          |          |          |     |    |  |
| 1ª | 2ª | 3ª | 4ª | 5ª  | 6ª    | 7ª    | 8ª    | 9ª    | 10ª | 11ª | 12ª | 13ª | 14ª | 15ª | 16ª | 17ª      | 18ª      | 19ª      | 20ª | 21ª      | 22ª      | 23ª      | 24ª      | 25ª      | 26ª      | 27ª      | 28ª      | 29ª      | 30ª      | 31ª      | 32ª      | 33ª      | 34ª |    |  |

#### Classifica in divenire
|            | 1ª | 2ª | 3ª | 4ª | 5ª | 6ª | 7ª | 8ª | 9ª | 10ª | 11ª | 12ª | 13ª | 14ª | 15ª | 16ª | 17ª | 18ª | 19ª | 20ª | 21ª | 22ª | 23ª | 24ª | 25ª | 26ª | 27ª | 28ª | 29ª | 30ª | 31ª | 32ª | 33ª | 34ª |
|            |    |    |    |    |    |    |    |    |    |     |     |     |     |     |     |     |     |     |     |     |     |     |     |     |     |     |     |     |     |     |     |     |     |     |
| ---------- | -- | -- | -- | -- | -- | -- | -- | -- | -- | --- | --- | --- | --- | --- | --- | --- | --- | --- | --- | --- | --- | --- | --- | --- | --- | --- | --- | --- | --- | --- | --- | --- | --- | --- |
| Bari       | 0  | 1  | 2  | 5  | 6  | 6  | 7  | 7  | 10 | 11  | 14  | 17  | 17  | 20  | 20  | 23  | 23  | 26  | 26  | 26  | 27  | 27  | 28  | 28  | 28  | 28  | 28  | 31  | 31  | 34  | 34  | 35  | 38  | 39  |
| Bologna    | 1  | 2  | 2  | 2  | 5  | 6  | 7  | 10 | 13 | 13  | 14  | 14  | 17  | 17  | 20  | 20  | 23  | 23  | 26  | 26  | 26  | 27  | 28  | 29  | 30  | 31  | 34  | 35  | 35  | 35  | 38  | 39  | 39  | 40  |
| Cagliari   | 0  | 0  | 0  | 1  | 2  | 3  | 3  | 4  | 5  | 5   | 5   | 5   | 6   | 7   | 7   | 10  | 10  | 11  | 12  | 15  | 15  | 16  | 17  | 17  | 20  | 20  | 20  | 20  | 20  | 20  | 20  | 21  | 22  | 22  |
| Fiorentina | 3  | 4  | 7  | 8  | 8  | 8  | 8  | 9  | 10 | 13  | 14  | 17  | 17  | 18  | 19  | 22  | 22  | 22  | 25  | 26  | 27  | 27  | 30  | 33  | 33  | 36  | 39  | 40  | 41  | 42  | 42  | 45  | 48  | 51  |
| Inter      | 3  | 4  | 7  | 10 | 13 | 13 | 13 | 14 | 14 | 17  | 20  | 23  | 23  | 23  | 26  | 26  | 29  | 32  | 35  | 36  | 37  | 40  | 43  | 46  | 47  | 48  | 48  | 49  | 49  | 49  | 52  | 55  | 55  | 58  |
| Juventus   | 1  | 4  | 7  | 7  | 10 | 13 | 14 | 17 | 18 | 21  | 22  | 25  | 28  | 29  | 32  | 33  | 36  | 39  | 40  | 41  | 44  | 47  | 50  | 53  | 56  | 59  | 59  | 59  | 62  | 65  | 68  | 68  | 71  | 71  |
| Lazio      | 3  | 4  | 7  | 10 | 11 | 14 | 17 | 18 | 21 | 21  | 22  | 25  | 28  | 31  | 31  | 34  | 35  | 36  | 39  | 42  | 43  | 43  | 46  | 49  | 50  | 50  | 53  | 56  | 59  | 60  | 63  | 66  | 69  | 72  |
| Lecce      | 1  | 1  | 2  | 5  | 5  | 8  | 8  | 8  | 11 | 11  | 14  | 14  | 17  | 18  | 19  | 22  | 23  | 24  | 27  | 27  | 27  | 28  | 28  | 28  | 29  | 29  | 32  | 33  | 34  | 34  | 37  | 37  | 40  | 40  |
| Milan      | 1  | 4  | 5  | 8  | 9  | 10 | 13 | 14 | 17 | 17  | 20  | 20  | 23  | 24  | 27  | 28  | 31  | 32  | 35  | 38  | 41  | 44  | 45  | 45  | 46  | 46  | 49  | 49  | 50  | 51  | 54  | 57  | 58  | 61  |
| Parma      | 1  | 2  | 2  | 2  | 5  | 8  | 9  | 12 | 15 | 18  | 18  | 21  | 24  | 27  | 30  | 31  | 32  | 32  | 32  | 33  | 34  | 34  | 34  | 37  | 40  | 43  | 46  | 49  | 52  | 53  | 54  | 55  | 55  | 58  |
| Perugia    | 1  | 1  | 4  | 4  | 7  | 7  | 10 | 13 | 13 | 13  | 16  | 16  | 17  | 20  | 20  | 20  | 20  | 23  | 23  | 23  | 24  | 25  | 26  | 29  | 30  | 33  | 33  | 36  | 36  | 39  | 39  | 39  | 39  | 42  |
| Piacenza   | 1  | 1  | 2  | 2  | 2  | 3  | 6  | 6  | 6  | 7   | 10  | 10  | 11  | 11  | 11  | 11  | 11  | 11  | 11  | 14  | 15  | 15  | 16  | 16  | 16  | 16  | 17  | 17  | 20  | 20  | 20  | 20  | 21  | 21  |
| Reggina    | 1  | 2  | 5  | 8  | 8  | 8  | 9  | 9  | 9  | 10  | 10  | 10  | 11  | 12  | 15  | 16  | 17  | 17  | 17  | 20  | 21  | 22  | 25  | 25  | 26  | 29  | 32  | 33  | 36  | 39  | 39  | 39  | 40  | 40  |
| Roma       | 1  | 2  | 5  | 8  | 11 | 11 | 12 | 13 | 16 | 19  | 22  | 25  | 25  | 25  | 28  | 29  | 32  | 35  | 35  | 38  | 39  | 42  | 42  | 45  | 45  | 45  | 45  | 46  | 47  | 50  | 51  | 52  | 53  | 54  |
| Torino     | 1  | 4  | 4  | 4  | 5  | 8  | 9  | 10 | 11 | 14  | 14  | 14  | 14  | 14  | 14  | 14  | 17  | 20  | 21  | 21  | 22  | 23  | 24  | 24  | 27  | 27  | 27  | 27  | 28  | 29  | 30  | 33  | 33  | 36  |
| Udinese    | 1  | 4  | 4  | 5  | 6  | 6  | 9  | 12 | 12 | 15  | 15  | 15  | 16  | 19  | 19  | 22  | 22  | 25  | 28  | 29  | 30  | 32  | 33  | 36  | 37  | 40  | 40  | 41  | 44  | 45  | 46  | 47  | 50  | 50  |
| Venezia    | 1  | 1  | 1  | 2  | 2  | 5  | 5  | 5  | 5  | 6   | 6   | 9   | 9   | 9   | 12  | 12  | 15  | 15  | 16  | 16  | 19  | 19  | 19  | 19  | 20  | 23  | 24  | 25  | 25  | 25  | 26  | 26  | 26  | 26  |
| Verona     | 0  | 3  | 3  | 3  | 3  | 6  | 7  | 8  | 8  | 8   | 8   | 11  | 12  | 15  | 15  | 16  | 16  | 16  | 16  | 17  | 18  | 21  | 22  | 23  | 24  | 27  | 30  | 33  | 36  | 37  | 38  | 41  | 42  | 43  |

#### Primati stagionali
- Maggior numero di partite vinte: Juventus, Lazio (21)
- Minor numero di partite perse: Lazio (4)
- Maggior numero di pareggi: Bologna, Cagliari, Milan, Reggina, Verona (13)
- Minor numero di partite vinte: Cagliari (3)
- Maggior numero di partite perse: Piacenza (21)
- Minor numero di pareggi: Perugia (6)
- Miglior attacco: Milan (65 reti all'attivo)
- Miglior difesa: Juventus (20 reti al passivo)
- Miglior differenza reti: Lazio (+31)
- Peggior attacco: Piacenza (19 reti all'attivo)
- Peggior difesa: Venezia (60 reti al passivo)
- Peggior differenza reti: Piacenza (−26)
- Partita con più reti segnate: Lazio - Milan 4-4 (8)
- Partita con maggiore scarto di reti: Inter - Lecce 6-0 (6)

### Individuali

#### Classifica marcatori
| Gol | Rigori |  | Giocatore           | Squadra    |
| --- | ------ |  | ------------------- | ---------- |
| 24  | 8      |  | Andrij Ševčenko     | Milan      |
| 23  |        |  | Gabriel Batistuta   | Fiorentina |
| 22  | 5      |  | Hernán Crespo       | Parma      |
| 18  | 4      |  | Vincenzo Montella   | Roma       |
| 18  | 8      |  | Marco Ferrante      | Torino     |
| 15  | 1      |  | Filippo Inzaghi     | Juventus   |
| 15  | 1      |  | Giuseppe Signori    | Bologna    |
| 15  | 3      |  | Cristiano Lucarelli | Lecce      |
| 13  |        |  | Christian Vieri     | Inter      |
| 12  |        |  | Marcelo Salas       | Lazio      |
| 12  |        |  | Roberto Muzzi       | Udinese    |
| 11  |        |  | Marco Delvecchio    | Roma       |
| 11  | 1      |  | Oliver Bierhoff     | Milan      |
| 11  | 2      |  | Nicola Amoruso      | Perugia    |
| 11  | 4      |  | Mohamed Kallon      | Reggina    |

### Media spettatori
Media spettatori della Serie A 1999-00: 29.908
| Club       | Pos. | Media  |
| ---------- | ---- | ------ |
| Inter      | 1    | 66.546 |
| Roma       | 2    | 58.915 |
| Milan      | 3    | 58.522 |
| Lazio      | 4    | 51.956 |
| Juventus   | 5    | 42.229 |
| Fiorentina | 6    | 35.683 |
| Bologna    | 7    | 28.492 |
| Reggina    | 8    | 24.158 |
| Torino     | 9    | 21.857 |
| Parma      | 10   | 20.938 |
| Bari       | 11   | 20.802 |
| Udinese    | 12   | 20.391 |
| Lecce      | 13   | 19.278 |
| Verona     | 14   | 18.141 |
| Cagliari   | 15   | 16.934 |
| Perugia    | 16   | 13.194 |
| Piacenza   | 17   | 10.763 |
| Venezia    | 18   | 9.545  |